# Trosterud

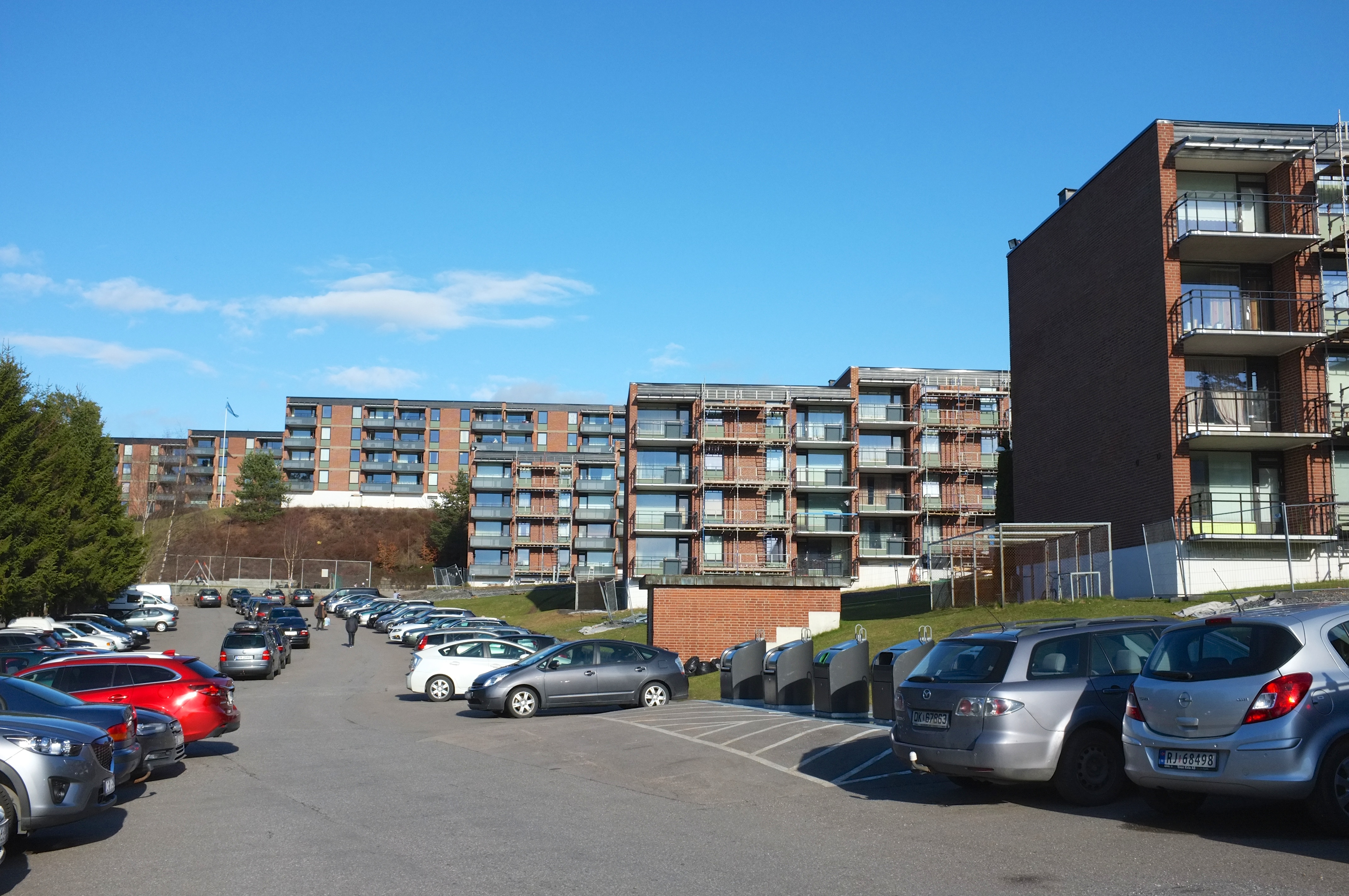
Wohnblöcke in Trosterud

Trosterud ist ein Stadtviertel in der norwegischen Hauptstadt Oslo. Das Viertel liegt im Stadtteil Alna in Groruddalen.

## Lage
Trosterud liegt im Süden des Stadtteils Alna, nordöstlich des Osloer Stadtzentrums. Das Stadtviertel wird im Süden durch die Østmarka, einem Teil der Marka, begrenzt.

## Geschichte und Name
Bis in die 1960er-Jahre war Trosterud von Einfamilienhäusern geprägt. In den 1970er-Jahren wurde das Gebiet mit Hochhäusern und Wohnblöcken zum heutigen Stadtviertel ausgebaut. Die Trosterud skole, eine Grundschule, wurde im Jahr 1970 eröffnet. Im Jahr 1974 wurde Trosterud an das Osloer U-Bahn-Netz angebunden.
Trosterud wurde nach dem Hof Trosterud benannt. Dessen Name wiederum setzt sich aus dem Vogel- und Männernamen trost (deutsch Drossel) und -rud zusammen. Die Nachsilbe -rud leitet sich vom altnordischen Begriff ruð ab und bedeutet „Rodung, Lichtung“.

## Verkehr
Im Stadtviertel befindet sich die U-Bahn-Station Trosterud, einer Station der Furusetbanen-Linie. Nordöstlich von Trosterud verläuft die Europastraße 6 (E6) in Ost-West-Richtung.